# Paspalidium rarum
Paspalidium rarum är en gräsart som först beskrevs av Robert Brown, och fick sitt nu gällande namn av Dorothy Kate Hughes. Paspalidium rarum ingår i släktet Paspalidium och familjen gräs. Inga underarter finns listade i Catalogue of Life.